# Laserzkopf
Laserzkopf är en bergstopp i Österrike.   Den ligger i distriktet Lienz och förbundslandet Tyrolen, i den centrala delen av landet, 300 km sydväst om huvudstaden Wien. Toppen på Laserzkopf är 2 322 meter över havet. Laserzkopf ingår i Lienzer Dolomiten.
Terrängen runt Laserzkopf är huvudsakligen mycket bergig. Närmaste större samhälle är Lienz, 7,8 km nordväst om Laserzkopf. 
Trakten runt Laserzkopf består i huvudsak av gräsmarker. Runt Laserzkopf är det ganska glesbefolkat, med 25 invånare per kvadratkilometer.